# Mantello riscaldante

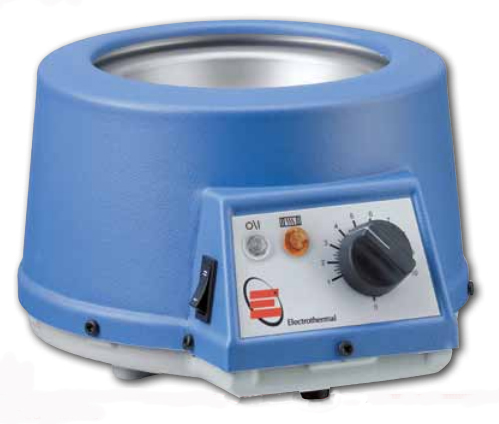
Mantello riscaldante

Nell'ambito della pratica di laboratorio, il mantello riscaldante (o isomantello) è un dispositivo usato per fornire calore a recipienti realizzati in cristallo o in vetro.

## Descrizione
Il mantello ha tipicamente una forma cilindrica con una cavità interna anch'essa cilindrica o circolare, destinata a ospitare il contenitore con il materiale o i campioni da riscaldare. L'interno contiene fibre di vetro in cui sono immerse spirali a resistenza elettrica.

## Utilizzi

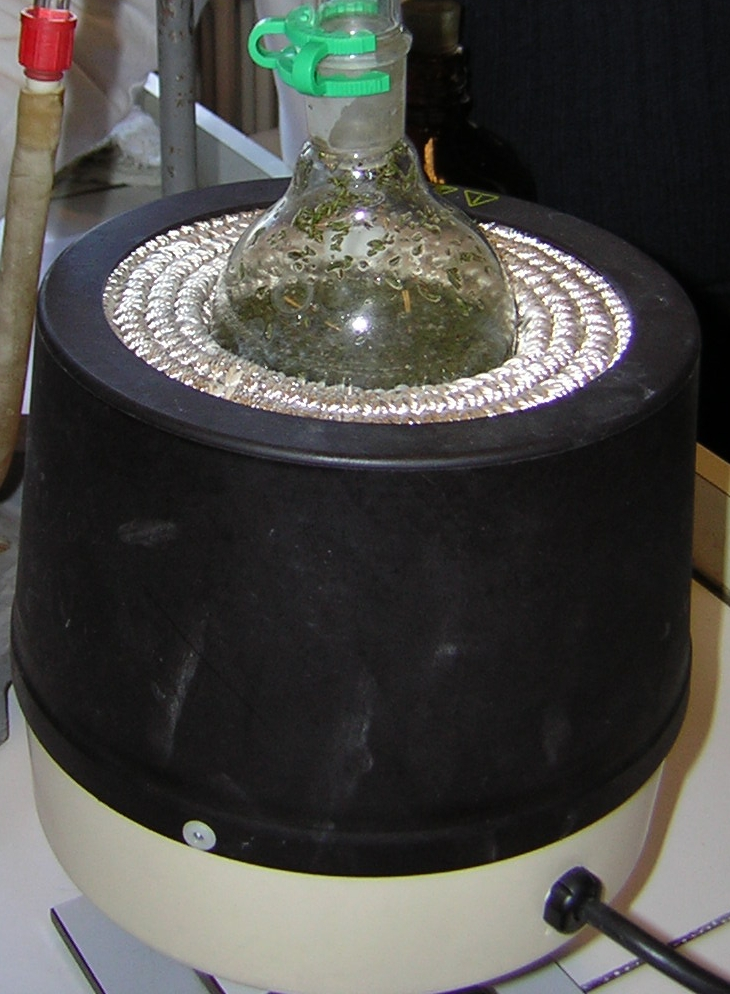
Utilizzo di un isomantello per riscaldare il liquido contenuto in un pallone

I mantelli riscaldanti, come le piastre riscaldanti con bagni riscaldanti, sono spesso usati in laboratorio per riscaldare palloni per operazioni di distillazione o per lo svolgimento di reazioni chimiche.
In particolare, tale dispositivo viene utilizzato per lo sviluppo di reazioni endotermiche che richiedano per potere avere luogo temperature superiori a 100 °C, ovvero superiori alla temperatura di ebollizione dell'acqua. A temperature più basse l'utilizzo del mantello di riscaldamento non risulterebbe invece necessario o conveniente, in quanto in tal caso potrebbero essere usati altri metodi di riscaldamento che facciano uso dell'acqua come fluido termovettore (in particolare il bagno termostatico).
Inoltre, per motivi di sicurezza, l'uso di mantelli riscaldanti o altre tipologie di riscaldatori elettrici è preferito rispetto a fiamme libere (ad esempio becco di Bunsen).

## Precauzioni
L'utilizzo di mantelli riscaldanti può essere rischioso, soprattutto quando si usano con agitatori magnetici. In questo caso è bene porre attenzione alla scelta della misura dell'ancoretta magnetica e alla velocità di agitazione, che deve essere aumentata in maniera graduale per evitare schizzi o la rottura del contenitore.
Bisogna inoltre fare attenzione che i liquidi riscaldati non vadano in contatto con le parti elettriche del dispositivo e che non ci siano sostanze infiammabili nelle vicinanze. Prima del loro utilizzo bisogna inoltre assicurarsi che la parte in tessuto in fibra di vetro sia integra.